# Floris Nogarède
Floris Nogarède, né le 10 janvier 1911 à Alès et mort le 26 novembre 2010 à Montpellier,  est un auteur français de roman policier.

## Biographie
Après ses études, il entre dans l'enseignement où il fait carrière pendant trente-sept ans. 
À la retraite, il décide de consacrer une partie de son temps à l'écriture. À l'occasion d'une rencontre, il propose le manuscrit de son premier roman, achevé depuis quelques années, à Maurice Bastide qui l'encourage à le soumettre à l'attention d'Albert Pigasse.  Entre 1973 et 1980, il publiera dans la collection Le Masque six romans policiers où se manifestent les influences de Charles Exbrayat pour l'humour et surtout de Georges Simenon pour l'étude psychologique des personnages.

## Œuvre

### Romans
- Quia tué le mort ?, Paris, Librairie des Champs-Élysées, Le Masque no 1299, 1973
- Le Chantier de la haine, Paris, Librairie des Champs-Élysées, Le Masque no 1373, 1975
- Des billets parfumés, Paris, Librairie des Champs-Élysées, Le Masque no 1460, 1977
- De quoi perdre la tête, Paris, Librairie des Champs-Élysées, Le Masque no 1550, 1978
- Jusqu'à la folie, Paris, Librairie des Champs-Élysées, Le Masque no 1557, 1979
- Les Demoiselles de Chantecigales, Paris, Librairie des Champs-Élysées, Le Masque no 1612, 1980

## Sources
1. ↑  « matchID - moteur de recherche des personnes décédées », sur deces.matchid.io (consulté le 19 avril 2020)

- Jacques Baudou et Jean-Jacques Schleret, Le Vrai Visage du Masque, vol. 1, Paris, Futuropolis, 1984, 476 p. (OCLC 311506692), p. 321.